# Ondaine
L'Ondaine ou Ondenon est une rivière de France dans le département de la Loire dans la région Auvergne-Rhône-Alpes, affluent de la Loire.

## Géographie
Elle prend sa source dans les bois de la Neyranche sur la commune de Planfoy, à 1 020 m d'altitude, où elle porte le nom de l'Ondenon. C'est en traversant la ville de La Ricamarie qu'elle prend le nom d'Ondaine. Son bassin couvre 122 km2 répartis principalement dans le département de la Loire, mais aussi en partie celui de la Haute-Loire.
Elle fait partie des rivières du département de la Loire mises en valeur par des contrats de rivière qui sont soutenus par le conseil départemental, la région Auvergne-Rhône-Alpes, les Agences de l'Eau et l'État.
Elle se jette dans la Loire au lieu-dit le Pertuiset sur la commune de Unieux, à 430 mètres d'altitude et en face de Caloire.

### Communes et cantons traversés
Dans le seul département de la Loire, l'Ondaine traverse ou longe, dans l'ordre, les neuf communes suivantes, dans le sens amont vers aval : Planfoy (source), Saint-Genest-Malifaux, La Ricamarie, Le Chambon-Feugerolles, Firminy, Fraisses, Saint-Paul-en-Cornillon, Unieux (confluence), Caloire.

### Bassin versant
L'Ondaine traverse une seule zone hydrologique « L'Ondaine & ses affluents » (K058) de 122 km2. Ce bassin versant est constitué à 43,08 % de « forêts et milieux semi-naturels », à 40,38 % de « territoires agricoles », à 16,92 % de « territoires artificialisés », à 0,03 % de « surfaces en eau ».

### Organisme gestionnaire
« L'animation du contrat de rivière et la maîtrise d’ouvrage des travaux d'amménagement de rivière assurées à l'origine par le Syndicat Intercommunal de la Vallée de l’Ondaine (S.I.V.O.) ont été transférées à Saint-Etienne Métropole le 1er janvier 2005. Le S.I.V.O reste maître d'ouvrage des travaux d'assainissement du contrat sous sa compétence ».

## Affluents
L'Ondaine possède douze affluents référencés dont les sept affluents principaux sont :
- le Cotatay (rg[note 1]) 10,5 km[4], avec sept communes et cinq affluents référencés ;
- le Valchérie (rg) 10,7 km[5], avec cinq communes et deux affluents référencés ;
- l'Échapre ou l'Écharpe (rg) 9,8 km[6], avec six communes et trois affluents référencés ;
- le Borde-Matin (rd) 4,1 km[7], avec quatre communes et sans affluents référencés ;
- la Gampille (rg) 12,5 km[8], avec sept communes et dix affluents référencés ;
- l'Égotay (rd) 5,9 km[9], avec quatre communes et deux affluents référencés.

## Hydrologie et crues
Le 5 juin 2007, une importante crue de l'Ondaine et des petits affluents situés en amont, provoquée par d'importants orages, a inondé une partie de la ville du Chambon-Feugerolles et provoqué de nombreux dégâts mais aucune victime. Malgré le caractère rapide de la crue (environ une demi-heure), l'eau est monté jusqu'à 1,7 m dans certaines habitations.
Les services météorologiques avaient émis une alerte aux orages pouvant être localement fort.

## Aménagements et écologie
- Le barrage de l'Ondenon

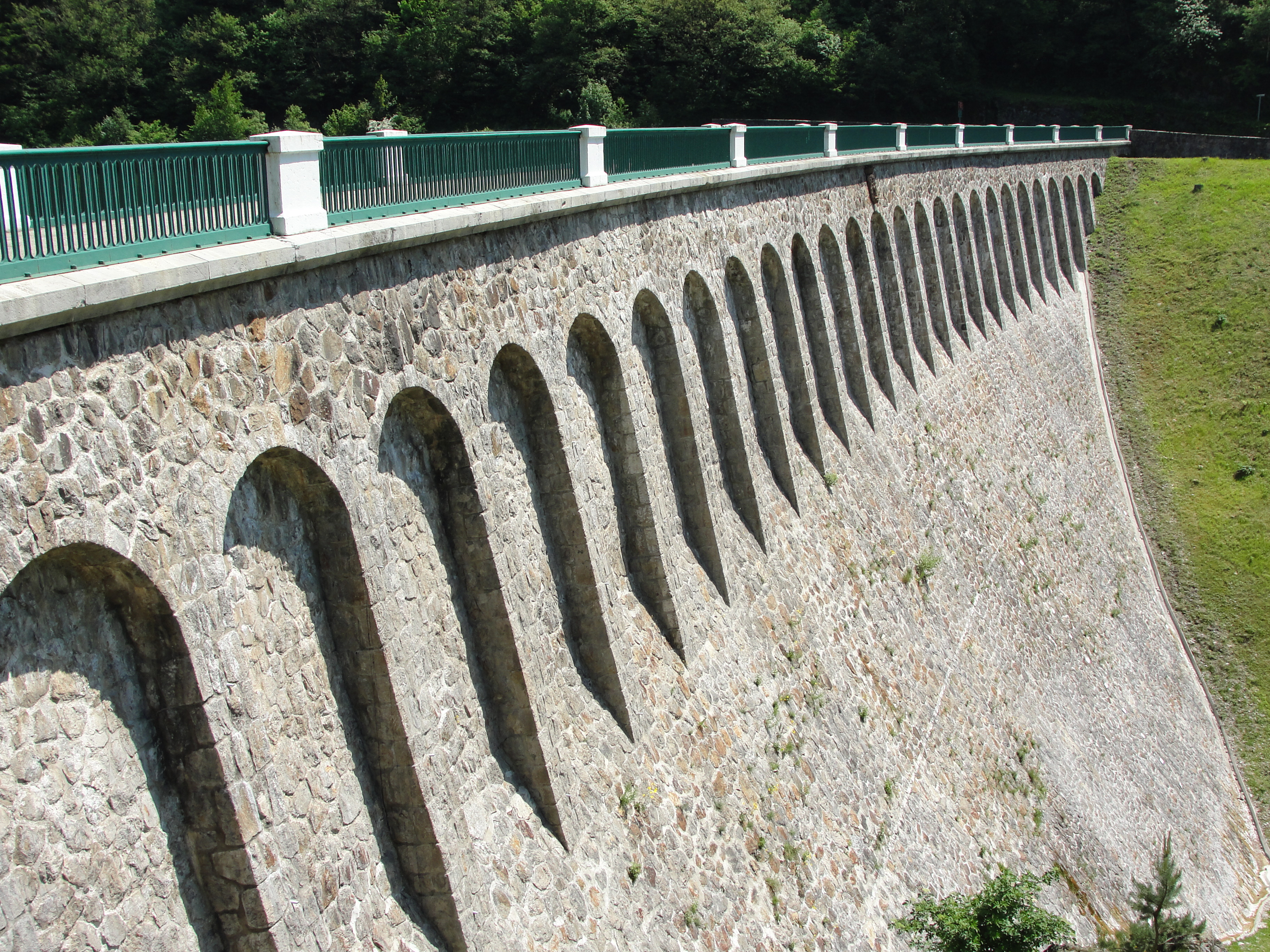
Le barrage de l'Ondenon.

- La station d'épuration avant la confluence

Véritable égout à ciel ouvert jusqu'à la fin des années 1990, elle héberge aujourd'hui des espèces de poissons comme la truite fario, le vairon, le goujon, le chabot, la loche franche, le chevaine ou la perche. Elle est redevenue un cours d'eau de première catégorie.